# Alsfeld
Alsfeld é uma cidade da Alemanha localizada no distrito de Vogelsbergkreis, na região de Gießen, no estado de Hesse.